# Austromorium
Austromorium (лат.) — род мелких муравьёв трибы Solenopsidini из подсемейства мирмицины. Эндемики Австралии.

## Описание
Мелкие муравьи длиной 2—3 мм, желтовато-красного или красно-коричневого цвета. Усики 12-члениковые, булава 3-члениковая. Нижнечелюстные щупики 2-члениковые, нижнегубные щупики состоят из 2 сегментов. Жвалы треугольные, с 4—5 зубцами. Заднегрудка с двумя проподеальными шипиками. Стебелёк между грудкой и брюшком состоит из двух члеников: петиолюса и постпетиолюса (последний четко отделен от брюшка), жало развито, куколки голые (без кокона). Тело грубо скульптированное; жвалы, ноги и брюшко гладкие. Гнёзда в почве, сборщики падали. Род был впервые выделен в 2009 году австралийским мирмекологом Стивом Шаттаком (S. O. Shattuck, Австралия). В него вошли виды, которые разные авторы в прошлые годы относили к разным родам: Xiphomyrmex в 1938—1976, Chelaner в 1976—1987 или Monomorium. Внешне напоминают представителей Lordomyrma (у которых формула щупиков 4,3, 3,3 или 3,2 и 7-9 зубчиков на жвалах), Rogeria и Tetramorium (у которых иное строение клипеуса и более 6 зубчиков в мандибулах). Род Austromorium включён в состав трибы Solenopsidini.
- Austromorium flavigaster (Clark, 1938)
  - Xiphomyrmex flavigaster Clark, 1938
  - Chelaner flavigaster (Clark, 1938)
  - Monomorium flavigaster (Clark, 1938)
- Austromorium hetericki Shattuck, 2009

## Распространение
Австралия.